# Cantone di Vimoutiers
Il Cantone di Vimoutiers è una divisione amministrativa dell'arrondissement di Argentan.
A seguito della riforma approvata con decreto del 25 febbraio 2014, che ha avuto attuazione dopo le elezioni dipartimentali del 2015, è passato da 19 a 33 comuni.

## Composizione
I 19 comuni facenti parte prima della riforma del 2014 erano:
- Aubry-le-Panthou
- Avernes-Saint-Gourgon
- Le Bosc-Renoult
- Camembert
- Canapville
- Les Champeaux
- Champosoult
- Crouttes
- Fresnay-le-Samson
- Guerquesalles
- Orville
- Pontchardon
- Le Renouard
- Roiville
- Saint-Aubin-de-Bonneval
- Saint-Germain-d'Aunay
- Le Sap
- Ticheville
- Vimoutiers

Dal 2015 i comuni appartenenti al cantone sono i seguenti 33:
- Aubry-le-Panthou
- Avernes-Saint-Gourgon
- Le Bosc-Renoult
- Camembert
- Canapville
- Les Champeaux
- Champosoult
- Chaumont
- Cisai-Saint-Aubin
- Coulmer
- Croisilles
- Crouttes
- La Fresnaie-Fayel
- Fresnay-le-Samson
- Gacé
- Guerquesalles
- Mardilly
- Ménil-Hubert-en-Exmes
- Neuville-sur-Touques
- Orgères
- Orville
- Pontchardon
- Le Renouard
- Résenlieu
- Roiville
- Saint-Aubin-de-Bonneval
- Saint-Evroult-de-Montfort
- Saint-Germain-d'Aunay
- Le Sap
- Le Sap-André
- Ticheville
- La Trinité-des-Laitiers
- Vimoutiers